# Mount Barker, Western Australia
Mount Barker är en ort i Australien. Den ligger i kommunen Plantagenet Shire och delstaten Western Australia, omkring 340 kilometer sydost om delstatshuvudstaden Perth. Antalet invånare är 1 762.
Trakten runt Mount Barker är nära nog obefolkad, med mindre än två invånare per kvadratkilometer.. Mount Barker är det största samhället i trakten.
I omgivningarna runt Mount Barker växer huvudsakligen savannskog. Genomsnittlig årsnederbörd är 808 millimeter. Den regnigaste månaden är september, med i genomsnitt 134 mm nederbörd, och den torraste är februari, med 12 mm nederbörd.